# Servilien Nzakamwita
Servilien Nzakamwita (* 20. April 1943 in Rushaki, Ruanda-Urundi) ist ein ruandischer Geistlicher und emeritierter römisch-katholischer Bischof von Byumba.

## Leben
Servilien Nzakamwita besuchte von 1952 bis 1957 die Grundschulen in Kabare, Rushaki und Rwaza. 1958 trat er in das Kleine Seminar St. Dominic Savio in Rwesero ein und wechselte später an das Kleine Seminar Saint Paul in Kabgayi. Ab September 1965 studierte Nzakamwita Philosophie und Katholische Theologie am Priesterseminar in Nyakibanda. Er empfing am 11. Juli 1971 in Rushaki das Sakrament der Priesterweihe für das Bistum Kibungo.
Nzakamwita war zunächst als Pfarrvikar in Ruhengeri tätig, bevor er 1975 Pfarrer in Janja wurde. Von 1986 bis 1989 unterrichtete er am Kleinen Seminar St. Dominic Savio in Rwesero, dessen Rektor er später zudem wurde. Im September 1989 wurde Servilien Nzakamwita für weiterführende Studien nach Belgien entsandt, wo er im Oktober 1991 am Institut Lumen Vitae in Brüssel einen Abschluss im Fach Katechetik erwarb. Danach lehrte er am Priesterseminar in Rutongo.
Am 13. März 1996 ernannte ihn Papst Johannes Paul II. zum Bischof von Byumba. Der Bischof von Kibungo, Frédéric Rubwejanga, spendete ihm am 2. Juni desselben Jahres die Bischofsweihe; Mitkonsekratoren waren der Erzbischof von Kigali, Thaddée Ntihinyurwa, und der Bischof von Gikongoro, Augustin Misago. Sein Wahlspruch Fiat voluntas tua („Dein Wille geschehe“) stammt aus dem Vaterunser (Mt 6,10 ). In der Ruandischen Bischofskonferenz ist Servilien Nzakamwita Vorsitzender der Kommission für die Jugendpastoral. 2009 nahm Nzakamwita an der zweiten Sonderversammlung für Afrika der Bischofssynode zum Thema Die Kirche in Afrika im Dienst der Versöhnung, der Gerechtigkeit und des Friedens teil und 2018 an der 15. ordentlichen Vollversammlung der Bischofssynode zum Thema Jugend, Glaube und Berufungsentscheidung.
Papst Franziskus nahm am 28. Februar 2022 das von Servilien Nzakamwita aus Altersgründen vorgebrachte Rücktrittsgesuch an.